# 银盏镇
银盏镇，是中华人民共和国贵州省黔南布依族苗族自治州瓮安县下辖的一个乡镇级行政单位。
2012年3月28日，贵州省人民政府批复同意瓮安县部分乡镇行政区划调整，新设立的银盏镇辖原银盏乡的飞练村、穿洞村、银盏村、太平村，原木老坪乡的木老坪村、印山村、新寨村，原猴场镇大寨村、新华村，镇人民政府驻银盏村。
2013年6月24日，贵州省人民政府批复同意瓮安县部分乡镇行政区划调整，将原鱼河乡新场村划入银盏镇。

## 行政区划
银盏镇下辖以下地区：
岩根河村、太平村、银盏村、飞炼村、穿洞村、新场村、木老坪村、新寨村和印山村。